# أبوزيان (تالكجونت)
أبوزيان هو دُوَّار يقع بجماعة تالڭجونت، إقليم تارودانت، جهة سوس ماسة في المملكة المغربية. ينتمي الدوّار لمشيخة تالكجونت التي تضم 26 دوار. يقدر عدد سكانه بـ 246 نسمة حسب الإحصاء الرسمي للسكان والسكنى لسنة 2004.

## وصلات خارجية
- البوابة الوطنية للجماعات الترابية
- المندوبية السامية للتخطيط